# 山梨県立産業展示交流館アイメッセ山梨
山梨県立産業展示交流館アイメッセ山梨（やまなしけんりつさんぎょうてんじこうりゅうかんアイメッセやまなし）は、山梨県甲府市大津町にある、山梨県立のコンベンション施設である。通称はアイメッセ山梨でアイメッセとも略称される。

## 概要
山梨県最大のコンベンション施設であり、県内の産業に関する製品の展示、イベント等による交流を通じ、同県の地場産業の振興と文化の向上を図ることを目的として、1995年（平成7年）7月7日にオープンした。指定管理者制度に基づき、公益財団法人やまなし産業支援機構が管理・運営を行っている。
屋内展示場（3ホール）をはじめ、大会議室、小会議室、交流サロン、屋外展示場で構成されている。
フリーマーケットや見本市、同人誌即売会などのイベントが行なわれる。また、プロレスやロボットコンテストなどの競技も行なわれる。

## 施設
- 敷地総面積　25,760.6m2。
- 建築面積　7,678.4m2。
- 施設全体面積　9,945.9m2。

### 展示場
- 屋内展示場　4,860.0m2。（3分割可能）
- 屋外展示場　1,080.0m2。
- 大会議室　150席 212.0m2。
- 小会議室　50席 92.6m2。

## 施設情報
- 所在地：山梨県甲府市大津町2192-8
- 休館日：12月29日から翌年1月3日（県知事による変更可能）

## 交通アクセス
- 中央自動車道甲府南I.Cから車で約5分。
- JR甲府駅から車で約15分。